# Директива 98/83/EC
Директива 98/83/EC, официальное название Директива Совета Европейского Союза 98/83/ЕС от 3 ноября 1998 г. «о качестве воды, предназначенной для потребления людьми» (англ. Council Directive 98/83/EC of 3 November 1998 on the quality of water intended for human consumption) — нормативный акт, которым регламентируется порядок достижения и соблюдения стандартов качества воды, которая предназначена для употребления людьми. Документ был принят 3 ноября 1998 года в Брюсселе Европейским советом и вступил в силу 25 декабря 1998 года.

## История создания
Законодательство Евросоюза относительно регулирования качества питьевой воды для человека и воды в целом достаточно обширно. Среди первоисточников можно выделить следующие: Директива 76/160/ЕС от 8 декабря 1975 года «о качестве вод в предназначенных для купания людей водоёмах и водотоках», Директива 91/767/ЕС от 12 марта 1991 года «об охране вод от загрязнения нитратами в процессе сельскохозяйственного производства» и т. д. Принятие Директивы 98/83/ЕС «о качестве воды, предназначенной для употребления людьми» проследовало целью повышение уже существующих стандартов в сфере контроля за качеством питьевой воды на территории стран-членов ЕС. При этом, положения Директивы предоставляли право выбора странам относительно мер обеспечения качества воды: если норм национального законодательства не достаточно для поддержания высоких стандартов, следовало руководствоваться комплексом нормативов включенных в Директиву 98/83/ЕС.
В 2003 году Европейским советом были приняты поправки (Директива 80/778/ЕС) 25 декабря 2003 года к действующей Директиве, которые были направлены на поднятие качества контроля воды на более высокий уровень. В результате мониторинг воды включает в себя 48 микробиологических, химических и индикаторных параметров питьевой воды необходимых для исследования на территории государств-членов Европейского Союза.

## Характеристика документа

### Структура
- Преамбула (Whereas пп[4]. 1-34);
- Ст. 1-19 (Articles 1-19);
- Приложение I Параметры и параметрические значения (Annex I Parameters and parametric values);
- Приложение II Мониторинг (Annex II Monitoring);
- Приложение III Условия анализа параметров (Annex III Specifications for the analysis of parameters);
- Приложение IV Конечные сроки внедрения в национальные стандарты (Annex IV);
- Приложение V Таблица соответствия (Annex V)[5][6][7]

### Задачи
Директива 98/83/EC была разработана и принята для реализации на практике политики Евросоюза относительно соблюдения высоких стандартов качества питьевой воды. Помимо всестороннего контроля за составом воды в документе делается акцент на обеспечение защиты здоровья людей от воздействия вредных веществ в воде. Также на государства-члены Сообщества возлагается ответственность за соблюдением норм, контролем качества посредством взятия проб и мониторингом, а также информирование населения о составе питьевой воды.